# Saarikoski (Kiruna)
Saarikoski is een plaatsaanduiding binnen de Zweedse gemeente Kiruna, al bekend in de 18e eeuw. Het is genoemd naar slechts twee huizen. Saarikosi is alleen via Finland te bereiken. Men moet dan de Könkämärivier oversteken, de Europese weg 8 tussen Kilpisjärvi en Kaaresuvanto. Het dient voornamelijk als eind/startplaats voor natuurwandelingen. Het maakte ooit deel uit van de Saamigemeente Rounala, een gemeente die zich uitstrekte langs de rivier. Een tijdlang heeft het gediend als smokkelplaats tussen Zweden en Finland.

## Foto
- Saarikoski
- Saarikoski en tekst (Zweeds)